# Myrmotherula sunensis
Myrmotherula sunensis là một loài chim trong họ Thamnophilidae.